# Siobhan Williams
Siobhan Williams (ur. 6 maja 1991 w Cambridge, Wielka Brytania) – brytyjsko-kanadyjska aktorka.

## Życiorys
Urodziła się w Cambridge, lecz w młodym wieku wyjechała wraz z rodziną do Kanady. Przez kilkanaście lat intensywnie trenowała w Szkole Alberta Ballet balet, jazz i taniec nowoczesny. Studiowała wokal, gitarę i teatr, a także od 7 roku życia grała na skrzypcach. Gdy zaangażowała się w film i telewizję rozpoczęła treningi różnych metod teatralnych i filmowych. Poza karierą aktorską rozwija swoje umiejętności muzyczne.

## Kariera
Swoją karierę rozpoczęła od roli w znanym na całym serialu CBC "Heartland". Kolejną rolą była postać Ginger w serialu "Level Up" na kanale Cartoon Network. Później grała główne role w wielu filmach fabularnych i serialach.

## Filmografia[2]
Role główne:
- 2019: Internetowy boom jako Jenn
- 2018: Szkoła zabójców jako Brandy Lynn
- 2018: WItajcie w Marwen jako Elsa
- 2018: Secret Millionaire jako Alisson Johnson
- 2017: Garage Sale Mystery: Murder Most Medieval jako Emma
- 2017: Szkolna edukacja jako Anastasia
- 2016: The Night Pond jako Karen Bell
- 2015: Forsaken jako Emily Chadwick
- 2015: UnReal: Telewizja kłamie jako Lizzie
- 2014: Black Box jako Esme Black
- 2013: Forever 16 jako Alexis
- 2012: Bunt FM jako Dziewczyna z Goździkiem
- 2012: Flicka 3: Najlepsi przyjaciele jako Stephanie Meyers
- 2012: Świąteczny cud jako Christy

Występy gościnne:
- 2017: Hit the Road jako Carissa Bowden
- 2016: Wynonna Earp jako Stephanie "Steph" Jones
- 2013: Motyw jako Tiffany Greenwood
- 2013: Nastoletnia Maria Stuart jako Lady Amelie
- 2012: Level Up jako Ginger
- 2011: Hell on Wheels: Witaj w piekle jako Naomi Hatch
- 2007: Zaklinacze koni jako Jamie Lewis

## Nagrody i nominacje
Leo Awards
- 2019: Nominacja: Najlepszy występ gościnny dla kobiety w serialu dramatycznym (Van Helsing, 2016)
- 2018: Nominacja: Najlepsza pomocnicza rola kobiety w filmie (Public Schooled, 2017)

Young Artist Awards
- 2014: Zwycięzca: Najlepszy występ w serialu telewizyjnym – gościnnie główna aktorka w wieku 17–21 lat (Motive, 2013)
- 2013: Nominacja: Najlepszy występ w filmie telewizyjnym, miniserialu, filmie specjalnym lub pilotowym – wspierającym młodą aktorkę (Christmas Miracle, 2012)
- 2013: Nominacja: Najlepszy występ w filmie DVD – młoda aktorka (Flicka: Country Pride, 2012)

## Gry komputerowe
- 2022: The Quarry – Laura Kearney[3]